# Synegia nigritibiata
Synegia nigritibiata är en fjärilsart som beskrevs av West 1929. Synegia nigritibiata ingår i släktet Synegia och familjen mätare. Inga underarter finns listade i Catalogue of Life.